# 대리로 (울산)
대리로(Daeri-ro)는 울산광역시 울주군 범서읍 구영리 구영공원삼거리와 굴화리 구영교를 잇는 울산광역시의 도로이다.

## 노선 경로
| 이름                  | 접속 노선        | 소재지     | 소재지 | 비고 |
| --------------------- | ---------------- | ---------- | ------ | ---- |
| 구영공원삼거리        | 구영로           | 울산광역시 | 울주군 |      |
| 범서파출소 교차로     |                  | 울산광역시 | 울주군 |      |
| 서남공원입구 교차로   |                  | 울산광역시 | 울주군 |      |
| 주공1차아파트 교차로  |                  | 울산광역시 | 울주군 |      |
| 범서고등힉교앞 교차로 | 다전로 대진3길   | 울산광역시 | 울주군 |      |
| 호연초등학교앞 교차로 | 모두막길         | 울산광역시 | 울주군 |      |
| 대리마을사거리        | 대진3길 오두막길 | 울산광역시 | 울주군 |      |
| 구영사거리            | 구영로           | 울산광역시 | 울주군 |      |
| 구영교                |                  | 울산광역시 | 울주군 |      |

## 주요 시설및 건물
- 울주군시설관리공단 (울산광역시 울주군 범서읍 대리로 10)
- 울산울주경찰서 범서파출소 (울산광역시 울주군 범서읍 대리로 12)
- 범서고등학교 (울산광역시 울주군 범서읍 대리로 69)
- 호연초등학교 (울산광역시 울주군 범서읍 대리로 75)
- CU 구영원룸점 (울산광역시 울주군 범서읍 대리로 81)
- GS25 범서원룸점 (울산광역시 울주군 범서읍 대리로 95)